# (2194) Arpola
(2194) Arpola es un asteroide perteneciente al cinturón de asteroides, descubierto el 3 de abril de 1940 por Yrjö Väisälä desde el Observatorio de Iso-Heikkilä, en Turku, Finlandia.

## Designación y nombre
Designado provisionalmente como 1940 GE. Fue nombrado Arpola en homenaje a la vivienda particular del descubridor, "Arpola".